# Каллінік (Пулос)
Митрополіт Каллінік (грец. Μητροπολίτης Καλλίνικος, у світі Дімітріос Пулос грец. Δημήτριος Πούλος ; (1919 , Sitaralonad  — 7 серпня 1984 , Афіни ) — єпископ Елладської православної церкви, митрополит Едесський (1967—1984).
Канонізований Священним синодом Константинопольської православної церкви 23 червня 2020 .

## Біографія
Народився 26 січня 1919 в Сітаралоні в бідній сім'ї.
Закінчив богословську школу Афінського університету .
У 1957 році був висвячений у сан диякона і пресвітера своїм зведеним братом митрополитом Дідимотихським Костянтином (Пулосом) і служив секретарем і проповідником в Етолійській та Акарнанійській митрополії.
25 червня 1967 року в соборі святого Діонісія Ареопагіта в Афінах був висвячений на сан єпископа і зведений у гідність митрополита Едесського. Хіротонію звершили: митрополит Трикальський і Стагонський Діонісій (Хараламбус), митрополит Кітирський Мелетій (Галанопулос), митрополит Дедегацький Костянтий (Хроніс), митрополит Касандрійський Синесій (Вісвініс), митрополит Етолійський і Акарна .
Помер 7 серпня 1984 року в Афінах.
28 листопада 2021 року в Едеській митрополії було освячено храм на честь Каллініка (Пулоса).